# Stuart Wilson (Tontechniker)
Stuart Wilson (geb. vor 1992) ist ein Tontechniker.

## Karriere
Stuart Wilson ist seit 1992 als Tontechniker tätig. Für die Filme Gefährten und James Bond 007: Skyfall wurde er in den Jahren 2012 und 2013 jeweils für einen Oscar in der Kategorie Bester Ton nominiert. Weitere Nominierungen folgten 2016 für Star Wars: Das Erwachen der Macht, 2017 für Rogue One: A Star Wars Story, 2018 für Star Wars: Die letzten Jedi und 2023 für The Batman.
2008 gewann er den Genie Award für Tödliche Versprechen – Eastern Promises und 2012 den Broadcast Film Critics Association Award für den „besten Ton“ im Film Harry Potter und die Heiligtümer des Todes – Teil 2.
Er ist Mitglied der Academy of Motion Picture Arts and Sciences (AMPAS), der Association of Motion Picture Sound (AMPS), des Institute of Professional Sound (IPS), der British Academy of Film and Television Arts (BAFTA) und der European Film Academy (EFA).

## Auszeichnungen (Auswahl)
Oscarverleihung 2020
- Auszeichnung für das Bester Ton in 1917